# Перепись населения и жилищного фонда Туркменистана (2012)

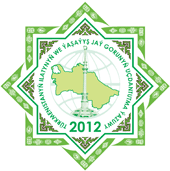
Эмблема переписи населения Туркменистана 2012 года

Перепись населения и жилищного фонда Туркменистана 2012 года (туркм. Türkmenistanyň ilatynyň we ýaşaýyş jaý gorunyň 2012-nji ýyldaky uçdantutma ýazuwy) — вторая всеобщая перепись населения в Туркменистане. Была проведена с 15 по 26 декабря 2012 года. В переписи участвовали все граждане страны, а также граждане зарубежных государств, которые находились на территории Туркменистана. Предыдущая перепись прошла в 1995 году. К проведению переписи привлекли 25 тысяч человек. Обработка полученных сведений, формирование итогов, их публикация и распространение должны были быть осуществлены в 2013—2014 годах, но по состоянию на начало 2019 года это так и не сделано.
Впервые в истории Туркменистана при переписи производился не только учёт населения, но и учёт жилищного фонда.
Организатором переписи являлся Государственный комитет Туркменистана по статистике. Результаты переписи будут внесены в геоинформационную систему.
Перепись проходила согласно решению Организации Объединённых Наций о проведении в 2005—2014 годах в странах-членах ООН переписи населения и жилищного фонда.

## Сроки проведения
Подготовка к проведению переписи была начата в 2008 году.
Постановлением президента Туркменистана Гурбангулы Бердымухамедова от 17 июня 2010 года "О сплошной переписи населения Туркменистана и жилищного фонда 2012 года" установлено, что сплошная перепись населения и жилищного фонда Туркменистана должна будет проведена 15-26 декабря 2012 года. 
С 23 по 27 августа 2010 года проходила пробная перепись населения.
С 14 по 24 сентября 2012 года был проведён первый этап переписи в 365 населённых пунктах труднодоступных местностей и районов отгонного животноводства, расположенных в 28 этрапах (районах) всех велаятов (областей) страны.
С 15 по 26 декабря 2012 года был проведён основной этап переписи населения. Моментом, на который осуществляется сбор сведений о населении, являлся 0 часов 15 декабря 2012 года. С 27 по 30 декабря 2012 года был проведён контрольный обход, который должен был выявить недоучёт либо двойной учёт.

## Этапы
План работ по обработке и публикации результатов переписи 2012 года:
- С января по июнь 2013 года  —  подготовка материалов переписи к автоматизированной обработке (кодирование, логический контроль, корректировка), ввод, контроль и редактирование первичных данных переписи
- Июль 2013 года —  получение предварительных итогов переписи населения
- Июль —  август 2013 года —  публикация предварительных результатов переписи населения
- Сентябрь —  октябрь 2013 года —  получение предварительных итогов переписи жилого фонда
- Ноябрь —  декабрь 2013 года —  распространение итогов переписи в печатной и электронной форме (с использованием WEB и ГИС технологий)

## Итоги
Публикация предварительных итогов (несмотря на план переписи на 2013 год) в срок не состоялась (летом 2013), в том числе по состоянию на ноябрь 2013 года. Не были они официально опубликованы и позднее, вплоть до настоящего времени. По некоторым сведениям, причиной такого затягивания могло стать нежелание руководства страны раскрывать реальную численность населения. В 2015 году издание "Хроники Туркменистана" заявило, что якобы обнаружило результаты переписи населения. Согласно его данным, в стране на момент переписи проживало 4 751 120 человек.

## Рабочие места
К переписи привлечены служащие министерств и ведомств, работники хякимликов, преподаватели школ и вузов, медицинские работники, студенты старших курсов.

## Памятные монеты и марки

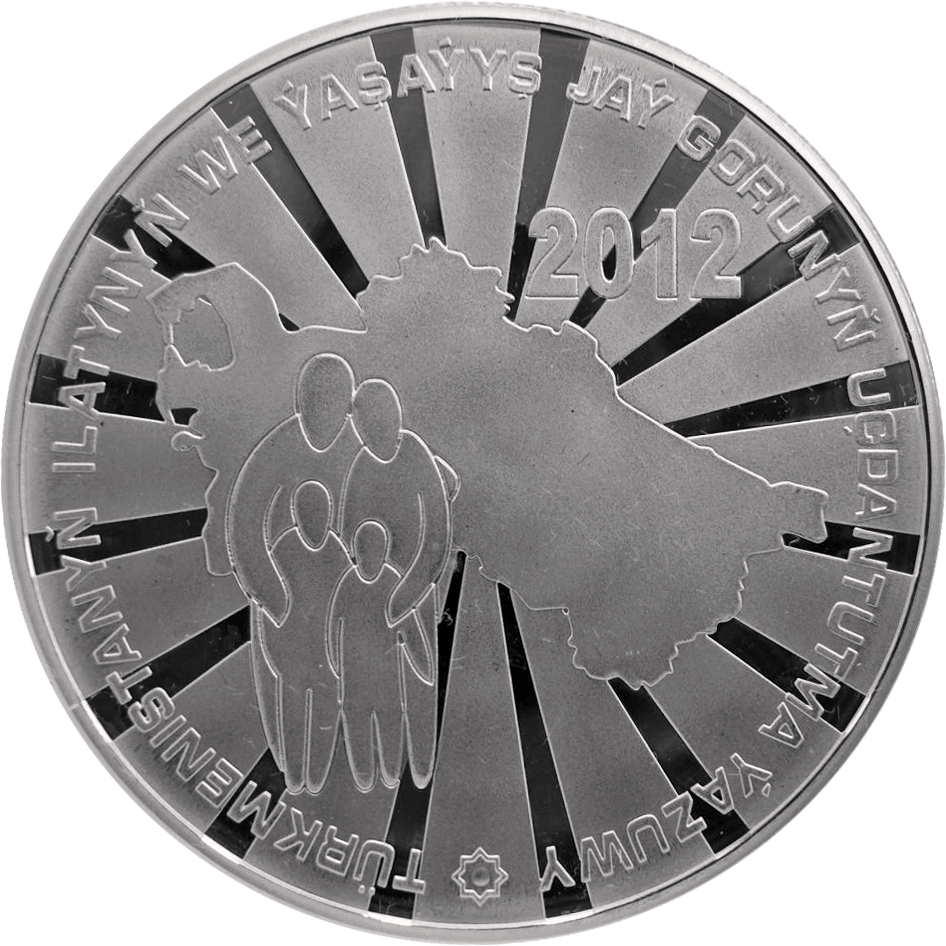
Монета

Центральный банк Туркменистана 20 декабря 2012 года объявил о выпуске двух памятных монет из золота и серебра, посвящённых переписи.